# Meisterschaften der Ostzone im Bahnradsport 1948
Die Meisterschaften der Ostzone im Bahnradsport 1948 wurden an drei Terminen im Sommer 1948 für die Berufsfahrer der Sowjetischen Besatzungszone ausgerichtet. Sie fanden im ersten Teil am 17. und 20. Juli auf der Radrennbahn Andreasried in Erfurt statt. Die ursprünglich geplanten Finalrennen am 18. Juli fielen dem Regenwetter zum Opfer und wurden am 20. Juli ausgefahren. Es wurden die Meister im Berufsradsport in den Disziplinen Sprint, Einerverfolgung und im Steherrennen ermittelt. Beide Renntage waren ausverkauft, es mussten sogar Zuschauer abgewiesen werden. Die Kommission Berufsradsport hatte unter Berücksichtigung der bisherigen Saisonergebnisse 43 Fahrer namentlich zur Teilnahme an den Meisterschaften benannt. Alle benannten Fahrer aus Berlin (auch aus den Westsektoren) waren startberechtigt.
Am 1. August wurde die Meisterschaft im Punktefahren über eine Stunde in Leipzig ausgetragen.
Die Meisterschaft im Zweier-Mannschaftsfahren sollte ursprünglich am 8. August in Magdeburg stattfinden, musste wegen Regenwetter aber auf den 29. August verschoben werden.

## Sprint
In den Vorläufen setzten sich die Favoriten durch, lediglich der Erfurter Heinz Rothmund überraschte mit seinem Einzug in die Runde der besten vier Fahrer. Nachdem Bernhard Matysiak zu den Finalläufen nicht mehr antrat, fiel die Entscheidung in drei Läufen zwischen Werner Bunzel, Heinz Rothmund und Günter Schulz. Zwei Läufe gewann Schulz, einen Bunzel. Damit war Schulz Sieger der Meisterschaft.

### Ergebnisse
|    | Name           | Ort    |
| -- | -------------- | ------ |
| 1. | Günter Schulz  | Berlin |
| 2. | Werner Bunzel  | Berlin |
| 3. | Heinz Rothmund | Erfurt |

## Einerverfolgung
Fritz Jährling ging als absoluter Favorit ins Rennen, nachdem er im Verlauf der Saison in dieser Disziplin noch ungeschlagen war und er konnte seiner Favoritenrolle deutlich gerecht werden. Im Finale distanzierte er seinen Gegner Karl Wiemer in 5:59, 2 Minuten um 80 Meter.

### Ergebnisse
|    | Name           | Ort      |
| -- | -------------- | -------- |
| 1. | Fritz Jährling | Berlin   |
| 2. | Karl Wiemer    | Berlin   |
| 3. | Gerhard Bolte  | Chemnitz |

## Steherrennen
Nach starken Saisonleistungen ging Hermann Hille als Favorit ins Rennen. Der Sieger wurde nach zwei Vorläufen in zwei Finalläufen über insgesamt 100 Kilometer ermittelt. Emil Kirmse sicherte sich den Erfolg durch einen starken 1. Lauf. Die so errungene Führung gab er im 2. Lauf nicht mehr ab und siegte klar vor Werner Richter.

### Ergebnisse
|    | Name           | Ort      |
| -- | -------------- | -------- |
| 1. | Emil Kirmse    | Halle    |
| 2. | Werner Richter | Chemnitz |
| 3. | Hermann Hille  | Leipzig  |

## Punktefahren
Das Rennen wurde bei hohen Sommertemperaturen im Stadion von Leipzig-Probstheida über eine Stunde ausgefahren. Etliche Fahrer mussten witterungsbedingt das Rennen vorzeitig beenden. Nach 57,84 zurückgelegten Kilometern und mit 25 Punkten gewann Fritz Jährling seinen zweiten Titel. Gerhard Bolte wurde mit 19 Punkten Zweiter, Otto Weckerling wurde Dritter.

### Ergebnisse
|    | Name            | Verein/Team |
| -- | --------------- | ----------- |
| 1. | Fritz Jährling  | Berlin      |
| 2. | Gerhard Bolte   | Chemnitz    |
| 3. | Otto Weckerling | Kehnert     |

## Zweier-Mannschaftsfahren
Das Meisterschaftsrennen wurde auf der Aschenbahn im Magdeburger Stadtteil Sudenburg vor 10.000 Zuschauern ausgerichtet. Das Rennen führte über 100 Kilometer. Es war ein hart umkämpfter Wettkampf, bei dem Rundengewinne zum Teil erst nach 20 Kilometer langen Jagden gelangen. Erich Golz und Günter Schulz gewann nach 2:36:47 Stunden mit 31 Punkten. Sechs Mannschaften blieben in einer Runde. Zwölf Mannschaften beendeten das Rennen.

### Ergebnisse
|    | Name                             | Ort                |
| -- | -------------------------------- | ------------------ |
| 1. | Erich Golz – Günter Schulz       | Berlin             |
| 2. | Karl Wiemer – Adolf Knöchelmann  | Berlin             |
| 3. | Werner Richter – Otto Weckerling | Chemnitz – Kehnert |